# Manoscritto trovato a Saragozza
Manoscritto trovato a Saragozza (Manuscrit trouvé à Saragosse) è un romanzo in francese del 1805, l'unico scritto dal conte polacco Jan Potocki che vi dedicò buona parte della vita.
La prima parte del testo, le prime tredici giornate, fu stampata in proprio nel 1805 per essere distribuita agli amici di Potocki. La seconda parte (Avadoro, histoire espagnole) vide la luce a Parigi nel 1813. Le due versioni furono riunite poi in un'edizione in tre volumi stampata a San Pietroburgo nel 1814. L'ultima parte fu forse scritta prima della missione diplomatica dello scrittore a Pechino: di essa non si ha il testo originale in francese ed è conosciuta solo attraverso la traduzione polacca di Chojecki, tuttora oggetto di dibattito. Il testo integrale non è stato sottoposto a una completa revisione finale. Nel 2002 il ritrovamento in Polonia di alcuni manoscritti dell'autore precedentemente sconosciuti ha permesso a due studiosi francesi di ricostruire ben due versioni complete e tra loro differenti del romanzo, versioni che sono state pubblicate in Francia nel 2008.
Il romanzo ha una struttura a scatole cinesi in cui il racconto principale è inframezzato da altre storie narrate da altri personaggi, all'interno delle quali sono presenti altri racconti.
L'opera non può essere confinata in un solo genere: infatti dentro di essa convivono il romanzo di formazione, quello d'avventura, il romanzo picaresco, il romanzo erotico, il fantastico e il meraviglioso.

## Trama
Una "avvertenza" in apertura del romanzo informa del ritrovamento di un manoscritto scritto in spagnolo e successivamente tradotto in francese dall'autore del ritrovamento (il francese è in effetti la lingua in cui il polacco Potocki scrisse il romanzo). Il "manoscritto" altro non è che il romanzo che inizia subito dopo, ambientato in Spagna, suddiviso in sessantasei giornate, il cui protagonista e narratore in prima persona è Alfonso van Worden. Ottenuto l'incarico di capitano delle Guardie vallone, Alfonso ha deciso di raggiungere Madrid attraversando le montagne della Sierra Morena, una zona frequentata dagli spiriti, secondo gli abitanti; qui uno dopo l'altro scompaiono il suo mulattiere Mosquito e il suo domestico Lopez. Giunto alla locanda conosciuta come Venta Quemada, Alfonso si accinge a dormire quando ai rintocchi della mezzanotte un'ancella nera entra in camera sua e lo invita a seguirlo. Ella lo conduce fino a una stanza sontuosamente arredata dove lo attendono due giovani dame vestite alla moresca che gli offrono da mangiare e da bere, e successivamente gli raccontano la loro storia, rivelandogli di essere sorelle e di essere sue cugine; come loro, Alfonso apparterrebbe alla stirpe dei Gomelez, che un tempo regnava nella zona delle Alpujarras vicino a Granada, stirpe depositaria di un misterioso segreto.  Alfonso, dopo aver solennemente promesso alle due sorelle di mantenere il silenzio su quanto ha appreso, si reca a dormire in un grande letto dove le due giovani lo raggiungono (o forse si limita a sognarlo), ma quando si sveglia si ritrova all'aperto accanto ai cadaveri dei due fratelli del bandito Zoto alla forca di Los Hermanos; le due belle fanciulle sono diventate due fetidi cadaveri.
Questo schema (avventura seguita da risveglio sotto la forca dei fratelli del bandito Zoto) si ripete più volte nel corso dei tentativi di Alfonso di superare la Sierra Morena. Egli incontra un eremita e un invasato di nome Pacheco, un inquisitore, lo stesso bandito Zoto e i suoi fratelli (che sono vivi e vegeti), di nuovo le due sorelle, e ognuno di questi personaggi gli racconta la sua storia. Alfonso, nel cercare una spiegazione logica a tutto quello che gli sta capitando, si ripromette però di mantenere ferma la fedeltà ai suoi ideali e alla parola data, e riesce a resistere anche quando viene imprigionato e minacciato di tortura dall'inquisitore. In seguito, egli si unisce a una carovana di zingari, il cui capo, lo zingaro Avadoro, ogni sera al bivacco racconta una parte della sua avventurosa esistenza, interrompendosi al momento di andare a riposare e riprendendo la sera successiva. All'interno del racconto dello zingaro, che rappresenta una delle sezioni più importanti dell'intero romanzo, si apre tutta una serie di altre finestre narrative, tanto che il romanzo si configura come un romanzo-matrioska, in cui la storia principale ne racchiude un'altra, che a sua volta ne racchiude un'altra e così via. Vengono introdotti numerosi altri personaggi significativi, come l'Ebreo errante, Rebecca e suo fratello il cabalista, il geometra Velasquez, Hervas, Tlascala, Ondina, e molti altri, ognuno dei quali ha una sua storia particolare e rappresenta simbolicamente un certo tipo di umanità. Inoltre, si può dire che ognuno dei racconti introdotti esemplifichi una certa tipologia di narrazione (racconto nero o di fantasmi; racconto di avventure; racconto con ambientazione esotica; racconto moralistico; storia buffa, ecc.), tanto che, oltre a presentare una  galleria pressoché infinita di personaggi, il Manoscritto rivela anche la sua ambizione di presentare e racchiudere un repertorio  tendenzialmente completo di tutti i generi e le tipologie narrative, esistenti e possibili. Alcune storie contengono rimandi reciproci e allusioni a episodi condivisi, che si intrecciano fra loro spesso restituendo un senso diverso l'una all'altra.
Alla fine l'arcano si svela: Alfonso van Worden in realtà è stato sottoposto a una prova iniziatica, che ha brillantemente superato, da parte della potente famiglia dei Gomelez che progetta di ritornare a dominare il sud della Spagna; per aver superato la prova e per essere rimasto fedele a sé stesso alla fine egli viene premiato.

## Edizioni in lingua italiana
- Adelphi (1965), contenente le prime quattordici giornate
- Tea (2006), testo integrale già edito da Guanda (60 giornate)
- Colonnese (2006), Storia di Zoto, con introduzione di Gianandrea de Antonellis

## Trasposizioni cinematografiche
Dal romanzo è stato tratto un film, intitolato anch'esso Il manoscritto trovato a Saragozza, diretto da Wojciech Has.
Nel settembre 2015 il regista italiano Alberto Rondalli ha iniziato le riprese per un film tratto dal libro di Potocki. Il film, Agadah, è uscito nelle sale cinematografiche italiane nel novembre 2017.

## Influenze culturali
Goffredo Fofi, nella recensione del film del 1972 Il fascino discreto della borghesia di Luis Buñuel, afferma che la sua sceneggiatura «è organizzata per scatole di reale e di sogno che s'intrecciano come nel Manoscritto di Saragozza, così caro al regista».
Nel 2001 venne trasmessa sull'italiana Rai 2 la terza serie de Il commissario Montalbano, tratta dai romanzi di Andrea Camilleri, e nell'episodio Tocco d'artista viene più volte citato il Manoscritto trovato a Saragozza, collegato alla trama.